# 오기타역
오기타역(일본어: 扇田駅)은 일본 아키타현 오다테시에 위치한 동일본 여객철도 하나와 선의 철도역이다. 단선 승강장 1면 1선의 구조를 갖춘 지상역이다.

## 이용 현황
| 승차 인원 추이 | 승차 인원 추이 |
| 연도           | 1일 평균       |
| -------------- | -------------- |
| 2000           | 127            |
| 2001           | 103            |

## 역 주변
- 국도 제285호선
- 요네시로 강

## 역사
- 1914년 7월 1일 : 아키타 철도가 오다테역에서부터 기타아키타 군 오기타 정까지 개업해, 종점역으로서 개업함. 당시의 읽기는 '오기다'. 또한 개업 당시는 히가시오다테역의 사이에 이케우치 정류장이 설치됨.
- 1915년 1월 19일 : 당 역부터 오타키온센역 간이 연장 개업했음.
- 1934년
  - 6월 1일 : 아키타 철도의 국유화에 의해, 철도성으로 이관. 읽기를 '오기타'로 변경.
  - 8월 1일 : 당 역에 설치되고 있던 오기타 차장 지소, 오기타 기관고 주박소 폐지.
- 1944년 11월 11일 : 미나미오기타 역이 휴업하여, 오타키온센 역이 인접역이 됨.
- 1987년 4월 1일 : 일본국유철도 분할 민영화에 의해, 동일본 여객철도가 승계.
- 1999년
  - 6월 1일 : 교환 설비 폐지.
  - 12월 4일 : CTC화에 의해 당 역의 운전 취급을 폐지. 그것에 의해 당 역 역장이 폐지되어, 가즈노하나와 역 관리하의 간이위탁역이 됨.
- 2003년 4월 1일 : 무인화.

## 인접 역
| 동일본 여객철도 하나와 선 | 동일본 여객철도 하나와 선 | 동일본 여객철도 하나와 선 |
| ------------------------- | ------------------------- | ------------------------- |
| 오타키온센 고마 방면      | ■ 하나와 선               | 히가시오다테 오다테 방면  |